# Novara Calcio 1992-1993
Questa voce raccoglie le informazioni riguardanti il Novara Calcio nelle competizioni ufficiali della stagione 1992-1993.

## Divise e sponsor
| 1ª divisa | 2ª divisa |

## Rosa
| N. |                   | Ruolo | Calciatore          |
| -- | ----------------- | ----- | ------------------- |
|    | Italia (bandiera) | C     | Ugo Armanetti       |
|    | Italia (bandiera) | A     | Claudio Balesini    |
|    | Italia (bandiera) | P     | Enzo Bettini        |
|    | Italia (bandiera) | A     | Alessandro Caponi   |
|    | Italia (bandiera) | D     | Alberto Castiglioni |
|    | Italia (bandiera) |       | Colombo             |
|    | Italia (bandiera) | C     | Alessandro Costa    |
|    | Italia (bandiera) | A     | Davide Cotti        |
|    | Italia (bandiera) | D     | Giovanni Cusatis    |
|    | Italia (bandiera) | D     | Gian Luca Dall'Orso |
|    | Italia (bandiera) | D     | Stefano Dianda      |
|    | Italia (bandiera) | A     | Giuseppe Folli      |

| N. |                   | Ruolo | Calciatore           |
| -- | ----------------- | ----- | -------------------- |
|    | Italia (bandiera) | A     | Christian Guatteo    |
|    | Italia (bandiera) | C     | Riccardo Monguzzi    |
|    | Italia (bandiera) | C     | Patrick Moro         |
|    | Italia (bandiera) | C     | Antonio Obbedio      |
|    | Italia (bandiera) | D     | Matteo Paladin       |
|    | Italia (bandiera) | C     | Guido Ponti          |
|    | Italia (bandiera) | P     | David Pozzati        |
|    | Italia (bandiera) | D     | Carlo Riviezzi       |
|    | Italia (bandiera) | D     | Gianfranco Schillaci |
|    | Italia (bandiera) | D     | Cristian Stellini    |
|    | Italia (bandiera) | A     | Giuseppe Vitalone    |

## Risultati

### Campionato

#### Girone di andata
| 13 settembre 1992 1ª giornata | Varese | 0 – 1 | Novara |  |

| 20 settembre 1992 2ª giornata | Novara | 0 – 0 | Ospitaletto |  |

| 27 settembre 1992 3ª giornata | Novara | 1 – 0 | Pergocrema |  |

| 4 ottobre 1992 4ª giornata | Pavia | 2 – 2 | Novara |  |

| 11 ottobre 1992 5ª giornata | Novara | 0 – 0 | Fiorenzuola |  |

| 18 ottobre 1992 6ª giornata | Casale | 0 – 2 | Novara |  |

| 25 ottobre 1992 7ª giornata | Novara | 4 – 1 | Tempio |  |

| 1º novembre 1992 8ª giornata | Mantova | 4 – 1 | Novara |  |

| 8 novembre 1992 9ª giornata | Trento | 0 – 2 | Novara |  |

| 22 novembre 1992 10ª giornata | Novara | 1 – 0 | Suzzara |  |

| 29 novembre 1992 11ª giornata | Olbia | 1 – 0 | Novara |  |

| 6 dicembre 1992 12ª giornata | Novara | 1 – 2 | Lecco |  |

| 13 dicembre 1992 13ª giornata | Aosta | 0 – 1 | Novara |  |

| 20 dicembre 1992 14ª giornata | Novara | 1 – 1 | Centese |  |

| 27 dicembre 1992 15ª giornata | Solbiatese | 1 – 0 | Novara |  |

| 24 gennaio 1992 16ª giornata | Novara | 1 – 0 | Oltrepò |  |

| 31 gennaio 1993 17ª giornata | Giorgione | 2 – 0 | Novara |  |

#### Girone di ritorno
| 7 febbraio 1993 18ª giornata | Novara | 0 – 0 | Varese |  |

| 14 febbraio 1993 19ª giornata | Ospitaletto | 1 – 1 | Novara |  |

| 21 febbraio 1993 20ª giornata | Pergocrema | 0 – 0 | Novara |  |

| 7 marzo 1993 21ª giornata | Novara | 3 – 0 | Pavia |  |

| 14 marzo 1993 22ª giornata | Fiorenzuola | 1 – 1 | Novara |  |

| 21 marzo 1993 23ª giornata | Novara | 1 – 1 | Casale |  |

| 28 marzo 1993 24ª giornata | Tempio | 0 – 0 | Novara |  |

| 4 marzo 1993 25ª giornata | Novara | 0 – 0 | Mantova |  |

| 18 aprile 1993 26ª giornata | Novara | 2 – 0 | Trento |  |

| 25 aprile 1993 27ª giornata | Suzzara | 0 – 0 | Novara |  |

| 2 maggio 1993 28ª giornata | Novara | 1 – 1 | Olbia |  |

| 9 maggio 1993 29ª giornata | Lecco | 2 – 2 | Novara |  |

| 16 maggio 1993 30ª giornata | Novara | 4 – 0 | Aosta |  |

| 23 maggio 1993 31ª giornata | Centese | 1 – 4 | Novara |  |

| 30 maggio 1993 32ª giornata | Novara | 2 – 4 | Solbiatese |  |

| 6 giugno 1993 33ª giornata | Oltrepò | 0 – 3 | Novara |  |

| 13 giugno 1993 34ª giornata | Novara | 2 – 2 | Giorgione |  |